# 강릉 하키 센터

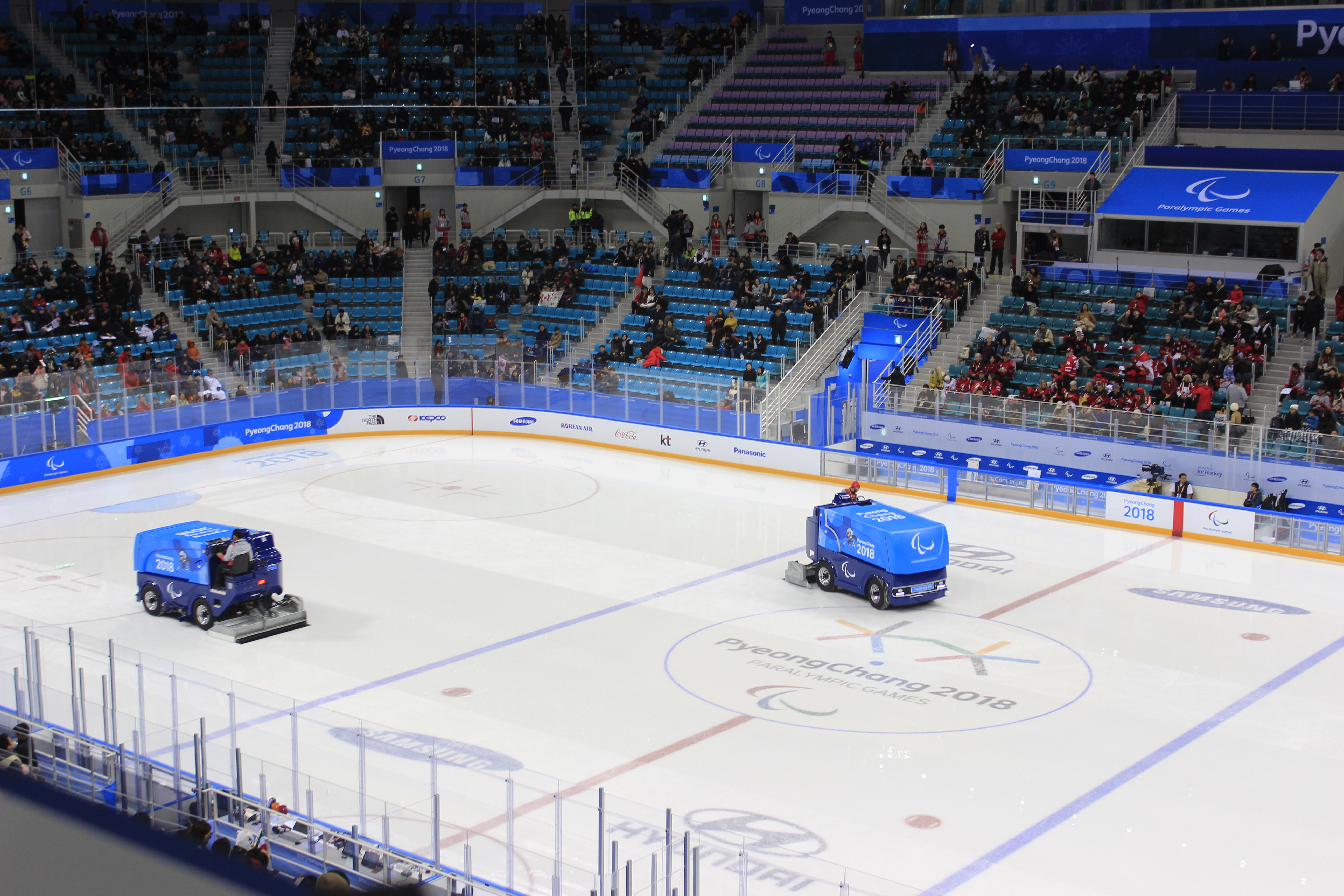
평창 동계 패럴림픽이 개최된 강릉 하키센터에서 정빙기가 오가고 있다.

강릉 하키 센터(Gangneung Hockey Center) 경기장은 강원특별자치도 강릉올림픽파크(Gangneung Olympic Park)에 위치한 실내 경기장이다. 2018년 동계 올림픽 아이스하키 종목이 개최되었다.

## 시설과 운영
이 경기장은 2014년 7월 17일에 강릉올림픽파크에서 통합 기공식을 개최하였으며, 2016년 완공을 목표로 공사를 시작하였다. 지하1층, 지상 4층에 연면적은 3만 59m2에 주경기장이 2만4천342m2 보조경기장이 5천717m2이며, 10,000석을 수용할 수 있다.  국제 규격에 맞춘 길이 60m, 너비 30m 규모의 아이스링크가 주경기장과 보조경기장에 각각 1면씩 존재한다. 동계올림픽에 앞서 시범 대회로 2017년 4월 2일에서 8일까지 이곳과 가톨릭관동대학교 체육관에서 2017년 U-18 세계 아이스하키 선수권 대회와 2017 IIHF 아이스하키 여자 세계선수권대회 디비전Ⅱ 그룹 A 경기 동시에 개최하였다.
연구용역에 따르면 평창 동계 올림픽 10개 경기장의 운영비로 매년 121억 원의 적자가 발생할 것으로 분석되었다. 강릉 하키 센터도 예외는 아니였다. 대회 이후 활용방안을 찾지 못해 2014년 6월 문화체육관광부, 강원도청, 평창 동계 올림픽 조직위원회의 합의에 따라 철거를 결정하였다. 그러나 대한민국 정부는 2016년 4월 29일 대명홀딩스의 위탁 관리를 결정하면서 계획을 존치로 바꾼다. 다가오는 2022년 베이징 동계 올림픽에 거리가 가까운 이점을 살린다면 아시아 최고의 전지 훈련지로도 시설을 활용할 수 있다는 대한민국 정부의 판단이다.
대명 킬러웨일즈 아이스하키 팀을 운영하고 있는 대명그룹이 자회사 대명홀딩스를 통해 5년간 강릉 하키 센터의 관리를 맡아 빙상 스포츠와 관련한 생활 체육 활성화 프로그램을 운영하였다. 경기장을 연고로 실업 및 유소년 아이스하키팀도 창단해 운영할 계획이다. 또 아이스하키 뿐 아니라 피겨 등 다양한 용도로 사용할 수 있는 상황이다. KTX 경강선이 개통된 만큼 수도권에 편중됐던 스피드스케이팅 대회를 강릉시에서 열고, 비시즌에 콘서트 등 부대사업을 펼쳐 운영비를 충당할 수 있다. 문화체육관광부, 강원도청, 강릉시청, 대한아이스하키협회도 경기장 운영을 지원한다는 계획이다.